# Église Saint-Sauveur de Saint-Malo
Pour les articles homonymes, voir église Saint-Sauveur.
L’église Saint-Sauveur de Saint-Malo, dite aussi chapelle Saint-Sauveur, ancienne chapelle de l’Hôtel-Dieu, est un édifice religieux de la commune de Saint-Malo, dans le département d’Ille-et-Vilaine en région Bretagne, aujourd'hui désaffectée et devenu un lieu de manifestations culturelles. 

## Localisation
L'église se trouve au sud-ouest de Saint-Malo intra-muros, au 8, rue Saint-Sauveur.

## Historique
L'église actuelle fut reconstruite par l'architecte Thomas Poussin entre 1738 et 1744, dont l'ingénieur Siméon Garangeau dessina les plans. Les travaux furent suivis par l'architecte Michel Marlon. Elle fut réalisée sur les plans de l'ancienne chapelle de l'Hôtel-Dieu, dont elle fermait un des côtés de la cour. Cet Hôtel-Dieu fut fondé en 1253 par l'évêque Geoffroy et installé près de l'église Saint-Thomas (actuelle place Vauban), qui lui fut annexée. Il fut transféré en 1607 à l'emplacement du sanitat (actuelle rue Saint-Sauveur).
Elle est le seul vestige de l'Hôtel-Dieu qui fut détruit durant la Seconde Guerre mondiale lors des bombardements de 1944. Celui-ci ne fut pas reconstruit, mais remplacé par un groupe de deux immeubles. Inscrite au titre des monuments historiques depuis le 14 février 1946, l'église désaffectée fut restaurée et accueille à présent des manifestations culturelles depuis 1974.

### Concerts
- 2010 : concert d'ouverture de la deuxième édition du festival Classique au Large le 29 avril par l'orchestre d'harmonie de Saint-Malo, dirigé par Alexandre Damnianovitch.

### Expositions
- 2009 : Marin Marie, 150 œuvres, toiles, dessins, objets de juillet au 13 septembre.
- 2011 : Daniel Lindé, jusqu'au 19 novembre.
- 2013 : exposition posthume d'environ 200 œuvres d'André-Aleth Masson (1919-2009), jusqu'au 31 mars.
- 2013-2014 : Sophie Ladame, 240 œuvres, de décembre 2013 à janvier 2014.
- 2014 : exposition de 100 œuvres choisies parmi les 400 personnes fréquentant la trentaine d'ateliers d'arts de la cité malouine, d'avril à mai.
- 2014 : Les Mondes de Gotlib, du 29 juin au 27 octobre.
- 2014 : Le Biscuit de mer, jusqu'au 9 novembre.
- 2015 : Jan Voss, Traverser, 43 œuvres, du 11 juillet au 11 octobre.
- 2016 : Sophie Chédeville, Humanation de l'âme, jusqu'au 24 avril.
- 2016 : Transfigurations, 80 œuvres de Valerio Adami, jusqu'au 16 septembre.
- 2017 : Tom Togol, du 31 mars au 23 avril.
- 2017 : Ville et mer, sélection d'œuvres de 17 peintres, plasticiens et photographes provenant du Fonds régional d'art contemporain de Bretagne, invités par la Ville de Saint-Malo, du 15 juillet au 17 septembre.
- 2017-2018 : Contemplations, art sacré, 26 chefs-d'œuvre du XVIe au XVIIIe siècle classés monuments historiques provenant de différentes églises bretonnes.
- 2018 : Spirou fête ses 80 ans, organisée par le festival Quai des bulles, du 12 juillet au 15 octobre.
- 2019 : Étienne Blandin (1903-1991), peintre de la marine, rétrospective de 167 œuvres, du 13 juillet au 27 octobre.
- 2019 : Eugène Grandin, 86 œuvres, jusqu'en juillet.
- 2019 : Le Sillage, œuvres de Franco Salas Borquez, 40 toiles et quelques bas-reliefs, de novembre au 29 décembre.
- 2020 : A Cappella, œuvres de Seth, du 11 juillet au 1er novembre.
- 2021 : Même le silence, aquarelles d'Yvan Salomone, du 10 juillet au 7 novembre.
- 2021-2022 : Dodik, une vie d'artiste, rétrospective de l'œuvre de la céramiste Dodik Jegou, du 11 décembre au 23 janvier 2022.
- 2024-2025 : Explorer : des pôles aux profondeurs, du 6 juillet au 5 janvier 2025.